# Nederland op de Olympische Zomerspelen 2000
Nederland nam deel aan de Olympische Zomerspelen 2000 in Sydney, Australië.

## Medailles
| Sport        | Olympiër | Discipline                        | Medaille |
| ------------ | --- | --------------------------------- | -------- |
| Hockey       | Ronald Jansen Bram Lomans Diederik van Weel Erik Jazet Peter Windt Wouter van Pelt Sander van der Weide Jacques Brinkman Piet-Hein Geeris Stephan Veen Marten Eikelboom Jeroen Delmee Guus Vogels Teun de Nooijer Remco van Wijk Jaap-Derk Buma                                 | mannen                            | Goud     |
| Judo         | Mark Huizinga | tot 90 kg (m)                     | Goud     |
| Paardensport | Jeroen Dubbeldam | springen                          | Goud     |
| Paardensport | Anky van Grunsven | dressuur                          | Goud     |
| Wielrennen   | Leontien Zijlaard-Van Moorsel | wegwedstrijd (v)                  | Goud     |
| Wielrennen   | Leontien Zijlaard-Van Moorsel | individuele tijdrit op de weg (v) | Goud     |
| Wielrennen   | Leontien Zijlaard-Van Moorsel | individuele achtervolging(v)      | Goud     |
| Zwemmen      | Pieter van den Hoogenband | 100 m vrij (m)                    | Goud     |
| Zwemmen      | Pieter van den Hoogenband | 200 m vrij (m)                    | Goud     |
| Zwemmen      | Inge de Bruijn | 50 m vrij (v)                     | Goud     |
| Zwemmen      | Inge de Bruijn | 100 m vrij (v)                    | Goud     |
| Zwemmen      | Inge de Bruijn | 100 m vlinder (v)                 | Goud     |
|              | |                                   |          |
| Paardensport | Coby van Baalen Ellen Bontje Anky van Grunsven Arjen Teeuwissen | dressuur team                     | Zilver   |
| Paardensport | Albert Voorn | springen                          | Zilver   |
| Roeien       | Michiel Bartman Dirk Lippits Diederik Simon Jochem Verberne | dubbel-vier (m)                   | Zilver   |
| Roeien       | Pieta van Dishoeck Eeke van Nes | dubbel-twee (v)                   | Zilver   |
| Roeien       | Tessa Appeldoorn Carin ter Beek Pieta van Dishoeck Elien Meijer Eeke van Nes Nelleke Penninx Martijntje Quik (s) Anneke Venema Marieke Westerhof | acht (v)                          | Zilver   |
| Tennis       | Kristie Boogert Miriam Oremans | dubbelspel (v)                    | Zilver   |
| Wielrennen   | Leontien Zijlaard-Van Moorsel | puntenkoers (v)                   | Zilver   |
| Zeilen       | Margriet Matthijsse | Europe-klasse (v)                 | Zilver   |
| Zwemmen      | Inge de Bruijn Thamar Henneken Wilma van Hofwegen Manon van Rooijen | 4×100m vrij (v)                   | Zilver   |
|              | |                                   |          |
| Boogschieten | Wietse van Alten | individueel (m)                   | Brons    |
| Hockey       | Clarinda Sinnige Macha van der Vaart Julie Deiters Fatima Moreira de Melo Hanneke Smabers Dillianne van den Boogaard Margje Teeuwen Mijntje Donners Ageeth Boomgaardt Myrna Veenstra Minke Smabers Carole Thate Fleur van de Kieft Suzan van der Wielen Minke Booij Daphne Touw | vrouwen                           | Brons    |
| Zwemmen      | Pieter van den Hoogenband | 50m vrij (m)                      | Brons    |
| Zwemmen      | Pieter van den Hoogenband Johan Kenkhuis Marcel Wouda Martijn Zuijdweg | 4×200 m vrij (m)                  | Brons    |

## Overzicht per sport
| Sport        | Deelnemers | Goud | Zilver | Brons | Totaal |
| ------------ | ---------- | ---- | ------ | ----- | ------ |
| Atletiek     | 9          |      |        |       | '      |
| Badminton    | 8          |      |        |       | '      |
| Boogschieten | 3          |      |        | 1     | 1      |
| Hockey       | 32         | 1    |        | 1     | 2      |
| Honkbal      | 24         |      |        |       | '      |
| Judo         | 10         | 1    |        |       | 1      |
| Paardensport | 8          | 2    | 2      |       | 4      |
| Roeien       | 33         |      | 3      |       | 3      |
| Schietsport  | 3          |      |        |       | '      |
| Taekwondo    | 2          |      |        |       | '      |
| Tafeltennis  | 2          |      |        |       | '      |
| Tennis       | 3          |      | 1      |       | 1      |
| Triatlon     | 6          |      |        |       | '      |
| Turnen       | 1          |      |        |       | '      |
| Volleybal    | 12         |      |        |       | '      |
| Waterpolo    | 25         |      |        |       | '      |
| Wielrennen   | 18         | 3    | 1      |       | 4      |
| Worstelen    | 1          |      |        |       | '      |
| Zeilen       | 9          |      | 1      |       | 1      |
| Zwemmen      | 22         | 5    | 1      | 2     | 8      |
| Totaal       | 231        | 12   | 9      | 4     | 25     |

## Resultaten per onderdeel

### Atletiek
| Olympiër           | Discipline               | Resultaat | Prestatie                                                 |
| ------------------ | ------------------------ | --------- | --------------------------------------------------------- |
| Kamiel Maase       | marathon (m)             | 13e       | 2.16,24                                                   |
| Greg van Hest      | marathon (m)             | 25e       | 2.18,00                                                   |
| Bram Som           | 800m (m)                 | 43e       | serie 8: 1.48,58 (3e, 43e tijd)                           |
| Marko Koers        | 1500m (m)                | 13e       | serie 3: 3.39,16 (8e, 14e tijd) HF: 3.39,42 (8e, 9e tijd) |
| Robin Korving      | 110m horden (m)          | DNS       | -                                                         |
| Simon Vroemen      | 3000m steeplechase (m)   | 12e       | serie3: 8.22,13 (3e, 3e tijd) finale: 8.37,87             |
| Wilbert Pennings   | hoogspringen (m)         | 23e       | kwalificatie: 2,20m (23e)                                 |
| Rens Blom          | polsstokhoogspringen (m) | 15e       | kwalificatie: 5,65m (15e)                                 |
|                    |                          |           |                                                           |
| Nadezhda Wijenberg | marathon (v)             | 22e       | 2.32,29                                                   |
| Lieja Koeman       | kogelstoten (v)          | 9e        | kwalificatie: 17,99m (11e) finale: 17,96m                 |

### Badminton
| Olympiër                          | Discipline     | Resultaat | Prestatie |
| --------------------------------- | -------------- | --------- | --- |
| Quinten van Dalm Dennis Lens      | dubbelspel (m) | 1/16F     | 1/16F verloren van Tesana Panvisvas & Pramote Teerawiwatana Thailand 0-2 (11-15 ,7-15) |
|                                   |                |           | |
| Judith Meulendijks                | enkelspel (v)  | 1/16F     | 1/32F: – bye 1/16F: Verloor van Zhaoying Ye China 1-2 (11-3, 9-11, 7-11) |
| Mia Audina                        | enkelspel (v)  | KF        | 1/32F: bye 1/16F: won Sonya McGinn Ierland 2-0 (11-3, 11-6) 1/8F: won van Ya-Lin Chan Chinees Taipei 2-0 (11-2, 11-2) KF: verloor van Camilla Martin Denemarken 0-2 (2-11, 1-11)                                             |
| Lotte Jonathans Nicole van Hooren | dubbelspel (v) | KF        | Ronde 1: bye Ronde 2: wonnen van Nicole Grether & Karen Stechmann Duitsland 2-0 (15-7, 15-4) KF verloren van Nanyan Huang & Yang Wei China 0-2 (10-15, 12-15)                                                                |
|                                   |                |           | |
| Erica van den Heuvel Chris Bruil  | Gemengd dubbel | KF        | Ronde 1: wonnen van Amanda Hardy & David Bamford Australië 2-0 (15-10, 15-3) Ronde 2: wonnen van Fei Ge & Yong Liu China 2-0 (17-15, 15-7) KF: verloren van Simon Archer en Joanne Goode Groot-Brittannië 0-2 (12-15, 12-15) |

### Boogschieten
Vier jaar geleden verschenen er enkel Nederlandse vrouwen aan de start. Nu waren het enkel Nederlandse mannen. Wietse van Alten won brons op het individuele onderdeel.
| Olympiër                                      | Discipline      | Resultaat | Prestatie |
| --------------------------------------------- | --------------- | --------- | --- |
| Wietse van Alten                              | individueel (m) | Brons     | 1/32F: won van Miika Aulio Finland 163-160 1/16F: won van Grzegorz Targonski Polen 160-157 1/8F: won van Stanislav Zabrodskiy Kazachstan 166-164 KF: won van Sébastien Flute Frankrijk 106-102 HF: verloor van Simon Fairweather Australië 110-112 om brons: won van Magnus Petersson Zweden 114-109 |
| Henk Vogels                                   | individueel (m) | 57e       | 1/32F: verloor van Baard Nesteng Noorwegen 149-158 |
| Fred van Zutphen                              | individueel (m) | 16e       | 1/32F: won van Jari Lipponen Finland 161-155 1/16F: won van Rod White Verenigde Staten 153-152 1/8F: verloor van Sébastien Flute Frankrijk 159-166 |
| Wietse van Alten Henk Vogels Fred van Zutphen | team (m)        | 9e        | 1/8F: 241-248 Nederland - Rusland |

### Hockey
| Olympiër | Discipline | Resultaat | Prestatie |
| --- | ---------- | --------- | --- |
| Jacques Brinkman Jeroen Delmee Jaap-Derk Buma Marten Eikelboom Piet-Hein Geeris Erik Jazet Ronald Jansen Bram Lomans Teun de Nooijer Wouter van Pelt Stephan Veen Guus Vogels Peter Windt Diederik van Weel Sander van der Weide Remco van Wijk                                 | mannen     | Goud      | groepsfase: 4 - 2 Nederland - Groot-Brittannië 0 - 0 Nederland - Maleisië 5 – 2 Nederland - Canada 2 – 2 Nederland - Duitsland 0 - 2 Nederland - Pakistan HF 0 - 0 Nederland - Australië (5-4 na strafballen) Finale 3 - 3 Nederland - Zuid-Korea (5-4 na strafballen) |
| |            |           | |
| Minke Booij Dillianne van den Boogaard Ageeth Boomgaardt Julie Deiters Mijntje Donners Fleur van de Kieft Fatima Moreira de Melo Clarinda Sinnige Hanneke Smabers Minke Smabers Margje Teeuwen Carole Thate Daphne Touw Macha van der Vaart Myrna Veenstra Suzan van der Wielen | vrouwen    | Brons     | Voorronde 1-2 Nederland - China 2-2 Nederland - Zuid-Afrika 4-3 Nederland - Nieuw-Zeeland 2-2 Nederland - Duitsland Medailleronde 1-3 Nederland - Argentinië 0-5 Nederland - Australië 2-1 Nederland - Spanje voor brons: 2-0 Nederland - Spanje                       |

### Honkbal
Net als vier jaar geleden eindigde Nederland op de vijfde plaats. Er werd gewonnen van Italië en Australië en ook Cuba, dat tot dan toe nog nooit op de Olympische Spelen een wedstrijd had verloren, al 21 wedstrijden lang, werd verslagen. De overige vier wedstrijden gingen verloren.
| Olympiër | Discipline | Resultaat | Prestatie |
| --- | ---------- | --------- | --- |
| Sharnol Adriana Johnny Balentina Patrick Beljaards Ken Brauckmiller Rob Cordemans Jeffrey Cranston Mike Crouwel Radhames Dijkhoff Robert Eenhoorn Rikkert Faneyte Evert-Jan 't Hoen Chairon Isenia Percy Isenia Eelco Jansen Ferenc Jongejan Dirk van 't Klooster Patrick de Lange Reily Legito Jurriaan Lobbezoo Remy Maduro Hensley Meulens Ralph Milliard Erik Remmerswaal Orlando Stewart | mannen     | 5e        | groepsfase: 6 - 4 Nederland - Australië 2 - 10 Nederland - Japan 2 - 6 Nederland - Verenigde Staten 4 - 2 Nederland - Cuba 0 - 2 Nederland - Zuid-Korea 2 - 3 Nederland - Zuid-Afrika 3 - 2 Nederland - Italië |

### Judo
| Olympiër             | Discipline | Resultaat | Prestatie |
| -------------------- | ---------- | --------- | --- |
| Patrick van Kalken   | -66 (m)    | 5e        | 1/16F: won van Purevdorj Nyamlkhavga Mongolië 1/8F: won van Yukimasa Nakamura Japan KF: won van Ivan Baglayev Kazachstan HF: verloor van Hüseyin Özkan Turkije om brons: verloor van Giorgi Vazagashvili Georgië                                |
| Maarten Arens        | -81 (m)    | 9e        | 1/16F: verloor van Djamel Bouras Frankrijk herkansing 1/8F: won van Gabriel Arteaga Cuba herkansing KF: verloor van Kwak Ok-Choi Noord-Korea |
| Mark Huizinga        | -90 (m)    | Goud      | 1/16F: won van Yosvany Despaigne Cuba 1/8F: won van Brian Olson Verenigde Staten KF: won van Adrian Croitoru Roemenië HF: won van Keith Morgan Canada Finale: won van Carlos Honorato Brazilië                                                  |
| Ben Sonnemans        | -100 (m)   | 9e        | 1/16F: verloor van Nicolas Gill Canada herkansing 1/8F: won van Pedro Soares Portugal herkansing KF: verloor van KIveri Jikurauli Georgië |
| Dennis van der Geest | +100 (m)   | 9e        | 1/16F: verloor van Tamerlan Tmenov Rusland herkansing 1/8F: won van PFrank Möller Duitsland herkansing KF: verloor van Pan Song China |
|                      |            |           | |
| Deborah Gravenstijn  | -52 (V)    | 5e        | 1/16F: bye 1/8F: verloor van Kye Sun-hui Noord-Korea herkansing 1/4F: won van Hilary Wolf Verenigde Staten herkansing 1/2F: won van Rebecca Sullivan Australië herkansing HF: won van Miren Leon Spanje om brons: verloor van Yuxiang Liu China |
| Jessica Gal          | -57 (V)    | 1/8F      | 1/16F: bye 1/8F: verloor van Pernilla Andersson Zweden |
| Danielle Vriezema    | -63 (V)    | 1/16F     | 1/16F: verloor van Vânia Ishii Brazilië |
| Edith Bosch          | -70 (V)    | 7e        | 1/16F: won van Kyong Sun-Ji Noord-Korea 1/8F: won van Nesria Traki Tunesië KF: verloor van Kate Howey Groot-Brittannië herkansing KF: won van Daniela Krukower Argentinië herkansing HF: verloor van Ulla Werbrouck België                      |
| Karin Kienhuis       | -78 (V)    | 9e        | 1/16F: verloor van Heidi Rakels België herkansing 1/8F: won van Akissi Monney Ivoorkust herkansing KF: verloor van Emanuela Pierantozzi Italië                                                                                                  |

### Paardensport
| Olympiër                     | Discipline          | Resultaat | Prestatie |
| ---------------------------- | ------------------- | --------- | --- |
| Anky van Grunsven op Bonfire | dressuur            | Goud      | kwalificatie: 75,00% (2e) Grand Prix Special: 78,13% (1e) Grand Prix Freestyle: 86,05% (1e) Totaal: 239,18 |
| Coby van Baalen op Ferro     | dressuur            | 5e        | kwalificatie: 74,92% (4e) Grand Prix Special: 71,34% (8e) Grand Prix Freestyle: 75,10% (7e) Totaal: 221,36 |
| Ellen Bontje op Silvano      | dressuur            | 6e        | kwalificatie: 71,44% (9e) Grand Prix Special: 72,60% (7e) Grand Prix Freestyle: 73,55% (4e) Totaal: 217,59 |
| Arjen Teeuwissen op Goliath  | dressuur            | 17e       | kwalificatie: 73,24% (6e) Grand Prix Special: 70,46% (11e) Totaal: 143,70 |
| Olympisch team               | dressuur team       | Zilver    | 75,00% Anky van Grunsven 72,60% Ellen Bontje 74,92% Coby van Baalen 73,24% Arjen Teeuwissen 223,16 totaal |
| Jeroen Dubbeldam op De Sjiem | springconcours      | Goud      | 0,5 strafpunten ronde 1 8 strafpunten ronde 2 4 strafpunten ronde 3 12,5 totaal kwalificatie (4e) 0 strafpunten finale A 4 strafpunten finale B 4 totaal finale (1e) 0 punten jump-off (50,65)                                                               |
| Albert Voorn op Lando        | springconcours      | Zilver    | 12 strafpunten ronde 1 4 strafpunten ronde 2 4 strafpunten ronde 3 20 totaal kwalificatie (12e) 4 strafpunten finale A 0 strafpunten finale B 4 totaal finale (1e) 4 punten jump-off (44,72)                                                                 |
| Jos Lansink op Carthago Z    | springconcours      | 20e       | 9 strafpunten ronde 1 4 strafpunten ronde 2 8 strafpunten ronde 3 21 totaal kwalificatie (13e) 12 strafpunten finale A 8 strafpunten finale B 20 totaal finale (20e)                                                                                         |
| Jan Tops op Roofs            | springconcours      | 49e       | 6,25 strafpunten ronde 1 13,25 strafpunten ronde 2 12 strafpunten ronde 3 31,5 totaal kwalificatie (13e) |
| Olympisch team               | springconcours team | 5e        | 4 strafpunten Jos Lansink 4 strafpunten Albert Voorn 8 strafpunten Jeroen Dubbeldam 16 strafpunten ronde 1 (6e) 4 strafpunten Jeroen Dubbeldam 4 strafpunten Albert Voorn 8 strafpunten Jos Lansink 16 strafpunten ronde 2 (4e ) 32 strafpunten totaal (5e ) |

### Roeien
| Olympiër | Discipline                      | Resultaat | Prestatie |
| --- | ------------------------------- | --------- | --- |
| Gerard Egelmeers | skiff (m)                       | 7de       | serie 4: 7.05,48 (2de tijd) herkansing 4: 7.04,25 (1ste tijd) halve finale A/B 1: 7.07,14 (4de tijd) B finale: 6.55,29 (1ste tijd) |
| Michiel Bartman Dirk Lippits Diederik Simon Jochem Verberne                                                                                  | dubbelvier (m)                  | Zilver    | serie 1: 5.54,57 (2de tijd) halve finale A/B 2: 5.47,80 (2de tijd) finale: 5.47,91 (2de)                                           |
| Geert Cirkel Geert-Jan Derksen Gerritjan Eggenkamp Gijs Kind Adri Middag Peter van der Noort Merijn van Oijen Nico Rienks Niels van der Zwan | acht met stuurman (m)           | 8e        | serie 1: 5.36,42 (3de tijd) herkansing 2: 5.44,91 (4de tijd) B finale: 5.36,63 (2de tijd)                                          |
| Pepijn Aardewijn Maarten van der Linden | lichte dubbel twee (m)          | 12e       | serie 3: 6.38,62 (3de tijd) herkansing 2: 6.36,99 (2de tijd) halve finale A/B 1: 6.43,80 (6de tijd) B finale: 6.40,18 (6de tijd)   |
| Simon Kolkman Jeroen Spaans Joris Trooster Robert van der Vooren                                                                             | lichte vier zonder stuurman (m) | 8e        | serie 2: 6.14,37 (2de tijd) halve finale A/B 2: 6.03,25 (5de tijd) B finale 6.05,96 (2e tijd)                                      |
| |                                 |           | |
| Marloes Bolman Femke Dekker | twee zonder stuurvrouw (v)      | 10e       | serie 1: 7.47,99 (5de tijd) herkansing 2: 7.40,00 (4e tijd) B finale 7.27,22 (4e)                                                  |
| Pieta van Dishoeck Eeke van Nes | dubbeltwee (v)                  | Zilver    | serie 1: 7.10,55 (2e tijd) herkansing 1: 7.08,98 (1e tijd) finale: 7.00,36 (2e tijd)                                               |
| Tessa Appeldoorn Carin ter Beek Pieta van Dishoeck Eeke van Nes Elien Meijer Nelleke Penninx Martijntje Quik Anneke Venema Marieke Westerhof | acht (v)                        | Zilver    | serie 2: 6.11,29 finale: 6.09,39 (2e tijd)                                                                                         |
| Marit van Eupen Kirsten van der Kolk | lichte dubbeltwee (v)           | 6e        | serie 2: 7.18,04 (3e tijd) herkansing 1: 7.10,49 (1e tijd) halve finale A/B 2: 7.07,16 (2e tijd) finale: 7.17,89 (6e tijd)         |

### Schietsport
| Olympiër         | Discipline             | Resultaat | Prestatie                                                                                              |
| ---------------- | ---------------------- | --------- | --- |
| Dick Boschman    | 10m luchtgeweer (m)    | 31e       | kwalificatie 585punten (31e)                                                                           |
| Gijs van Beek    | kleiduivenschieten (m) | 12e       | kwalificatie 122punten (4e) shoot of: 1punt (9e)                                                       |
| Hennie Dompeling | kleiduivenschieten (m) | 4e        | kwalificatie 122punten (4e) shoot of: 10punten (1e) finale ronde 25 punten (1e) totaal 147 punten (4e) |

### Taekwondo
| Olympiër         | Discipline | Resultaat | Prestatie |
| ---------------- | ---------- | --------- | --- |
| Virginia Lourens | -57 kg (v) | 4e        | 1/8 finale: bye KF: won van Areti Athanasopoulou Griekenland 8-6 HF: verloor van Trần Hiếu Ngân Vietnam 6-9 herkansing: won van Cristina Corsi Italië 6-5 Om brons: verloor van Hamide Bıkçın Tosun Turkije 5-7 |
| Mirjam Mueskens  | -67 kg (v) | 5e        | 1/8 finale: won van Lisa O'Keefe Australië 8-6 KF: won van Barbara Kunkel Verenigde Staten 6-2 HF: verloor van Lee Sun-Hee Zuid-Korea 1-4 Herkansing: verloor van Yoriko Okamoto Japan 5-7                      |

### Tafeltennis
| Olympiër                  | Discipline     | Resultaat  | Prestatie |
| ------------------------- | -------------- | ---------- | --- |
| Danny Heister             | enkelspel (m)  | 3e ronde   | groepsfase Thomasz Krezeszewski Polen 3-0 Russ Lavale Australië 3-0 Werner Schlager Oostenrijk 2-3                                            |
| Trinko Keen               | enkelspel (m)  | 3e ronde   | groepsfase Majidreza Ehteshamzadeh Iran 3-0 Ntaniel Tsiokas Griekenland 3-1 Guoliang Liu China 0-3                                            |
| Danny Heister Trinko Keen | dubbelspel (m) | 1/8 finale | groepsfase Nosiru Kazeem& Segun Toriola Nigeria 2-1 Raman Subramanyan & Chetan Baboor India 2-0 Karl Jindrak & Werner Schlager Oostenrijk 0-3 |

### Tennis
| Olympiër                       | Discipline | Resultaat | Prestatie |
| ------------------------------ | ---------- | --------- | --- |
| Kristie Boogert                | enkel (v)  | 1/16F     | 1/32F: won van Iroda Tuljaganova Oezbekistan 6-2, 6-2 1/16F: verloor van Jelena Dementjeva Rusland 2-6, 6-4, 5-7 |
| Amanda Hopmans                 | enkel (v)  | 1/32F     | 1/32F: verloor van María Vento-Kabchi Venezuela 4-6, 3-6 |
| Miriam Oremans                 | enkel (v)  | 1/16F     | 1/32F: won van Florencia Labat Argentinië 6-2, 6-4 1/16F: verloor van Monica Seles Verenigde Staten 1-6, 1-6 |
| Kristie Boogert Miriam Oremans | dubbel (v) | Zilver    | 1/16F: wonnen van Julie Pullin & Lorna Woodroffe Groot-Brittannië 6-1, 6-1 1/8F: wonnen van Jelena Dokić & Rennae Stubbs Australië 2-6, 7-6 (4), 6-4 KF: wonnen van Benjamas Sangaram & Tamarine Tanasugarn Thailand 6-4, 3-6, 7-5 HF: wonnen van Olga Barabansjikova & Natallja Zverava Wit-Rusland 6-2, 6-3 finale: verloren van Serena Williams & Venus Williams Verenigde Staten 1-6, 1-6 |

### Triatlon
Tijdens de eerste keer dat triatlon op het Olympische programma stond, deden drie Nederlandse vrouwen en drie Nederlandse mannen mee.
| Olympiër            | Discipline | Resultaat | Prestatie  |
| ------------------- | ---------- | --------- | ---------- |
| Eric van der Linden | mannen     | 42e       | 1:54.32,04 |
| Rob Barel           | mannen     | 43e       | 1:55.36,69 |
| Dennis Looze        | mannen     | 48e       | 2:00.23,80 |
|                     |            |           |            |
| Wieke Hoogzaad      | vrouwen    | 25e       | 2:06.45,48 |
| Silvia Pepels       | vrouwen    | 26e       | 2:07.05,01 |
| Ingrid van Lubek    | vrouwen    | 33e       | 2:09.29,00 |

### Turnen
| Olympiër         | Discipline | Resultaat | Prestatie                                   |
| ---------------- | ---------- | --------- | ------------------------------------------- |
| Alan Villafuerte | Trampoline | 7e        | Kwalificatie: 65,90 (7e) finale: 27,60 (7e) |

### Volleybal
| Olympiër | Discipline | Resultaat | Prestatie |
| --- | ---------- | --------- | --- |
| Peter Blangé: Albert Cristina : Martijn Dieleman : Bas van de Goor : Mike van de Goor : Guido Görtzen : Martin van der Horst : Joost Kooistra : Reinder Nummerdor : Richard Schuil | mannen     | 5e        | Voorronde 3 - 0 Nederland - Cuba 3 - 0 Nederland - Australië 0 - 3 Nederland - Brazilië 3 - 1 Nederland - Spanje 3 - 1 Nederland - Egypte KF: 2 - 3 Nederland - Joegoslavië om plaats 5 tot en met 8 3 - 0 Nederland - Australië 3 - 1 Nederland - Brazilië |

### Waterpolo
| Olympiër | Discipline | Resultaat | Prestatie |
| --- | ---------- | --------- | --- |
| Marco Booij Bjørn Boom Bobbie Brebde Matthijs de Bruijn Arie van de Bunt Arno Havenga Bas de Jong Harry van der Meer Gerben Silvis Kimmo Thomas Eelco Uri Wim Vermeulen Niels Zuidweg                            | mannen     | 11e       | voorronde 1 - 9 Nederland - Joegoslavië 8 - 16 Nederland - Hongarije 8 - 12 Nederland - Verenigde Staten 10 - 7 Nederland - Griekenland 7 - 11 Nederland - Kroatië om plaats 9 tot en met 12 9 - 8 Nederland - Slowakije 6 - 6 Nederland - Griekenland 4 - 6 Nederland - Kazachstan |
| |            |           | |
| Gillian van den Berg Hellen Boering Daniëlle de Bruijn Edmée Hiemstra Karin Kuipers Ingrid Leijendekker Patricia Megens Mirjam Overdam Heleen Peerenboom Karla Plugge Carla Quint Marjan op den Velde Ellen Bast | vrouwen    | 4e        | Voorronde 3 - 4 Nederland - Verenigde Staten 8 - 6 Nederland - Kazachstan 5 - 4 Nederland - Australië 7 - 4 Nederland - Canada 3 - 6 Nederland - Rusland HF 5 - 6 Nederland - Verenigde Staten om brons 3 - 4 Nederland - Rusland                                                   |

### Wielersport
| Olympiër                                                                  | Discipline                    | Resultaat | Prestatie |
| ------------------------------------------------------------------------- | ----------------------------- | --------- | --- |
| Wilco Zuijderwijk                                                         | Puntenkoers (m)               | 18e       | 3punten, 2 ronde achterstand |
| John den Braber Robert Slippens Jens Mouris Wilco Zuijderwijk Peter Schep | ploegenachtervolging (m)      | 7e        | kwalificatie: 4.09,590 (7e tijd) kf: verloren van Oekraïne (ingehaald)                                                                                       |
| Danny Stam Robert Slippens                                                | madison (m)                   | 8e        | 8 punten |
|                                                                           |                               |           | |
| Leontien Zijlaard-Van Moorsel                                             | Individuele achtervolging (v) | Goud      | Kwalificatie: 3.31,570 (1e tijd) OR HF: won van Sarah Ulmer Nieuw-Zeeland (ingehaald) tijd 3.30,816 WR finale: won van Marion Clignet Frankrijk met 3.33,360 |
| Leontien Zijlaard-Van Moorsel                                             | puntenkoers (v)               | Zilver    | 16 punten |
|                                                                           |                               |           | |
| Max van Heeswijk                                                          | wegwedstrijd (m)              | 15e       | 5:30.46 |
| Léon van Bon                                                              | wegwedstrijd (m)              | 25e       | 5:30.46 |
| Tristan Hoffman                                                           | wegwedstrijd (m)              | 80e       | 5:36.14 |
| Koos Moerenhout                                                           | wegwedstrijd (m)              | DNF       | - |
| Koos Moerenhout                                                           | wegtijdrit (m)                | 26e       | 1:01.27 |
| Erik Dekker                                                               | wegwedstrijd (m)              | DNF       | - |
| Erik Dekker                                                               | wegtijdrit (m)                | 29e       | 1:01.40 |
|                                                                           |                               |           | |
| Leontien Zijlaard-Van Moorsel                                             | wegwedstrijd (v)              | Goud      | 3:06.31 |
| Leontien Zijlaard-Van Moorsel                                             | wegtijdrit (v)                | Goud      | 42.00 |
| Mirjam Melchers                                                           | wegwedstrijd (v)              | 12e       | 3:06.31 |
| Mirjam Melchers                                                           | wegtijdrit (v)                | 11e       | 44.12 |
| Chantal Beltman                                                           | wegwedstrijd (v)              | 36e       | 3:10.34 |
|                                                                           |                               |           | |
| Bas van Dooren                                                            | mountainbike (m)              | 11e       | 2:14.37,26 |
| Bart Brentjens                                                            | mountainbike (m)              | 12e       | 2:14.41,95 |
| Patrick Tolhoek                                                           | mountainbike (m)              | DNF       | - |
|                                                                           |                               |           | |
| Corine Dorland                                                            | mountainbike (v)              | 17e       | 1:59.59,36 |

### Worstelen
| Olympiër          | Discipline          | Resultaat | Prestatie                                                                   |
| ----------------- | ------------------- | --------- | --------------------------------------------------------------------------- |
| George Torchinaya | -97 vrije stijl (m) | -         | groepsfase: Aftandil Xanthopoulos Griekenland 0-3 Victor Kodei Nigeria 14-3 |

### Zeilen
Nederland nam deel in vijf klassen, waarbij drie keer de top-5 werd gehaald en één medaille werd gewonnen.
| Olympiër                                    | Discipline   | Resultaat | Prestatie                                                           |
| ------------------------------------------- | ------------ | --------- | ------------------------------------------------------------------- |
| Mark Neeleman Jos Schrier                   | star (m)     | 6e        | 50 punten ( 5- 7- 7- 11 - 8- 4- 15 - 6- 1- 4- 8)                    |
| Dirk de Ridder Roy Heiner Peter van Niekerk | soling       | 4e        | KF: 2-3 HF: verloren van Duitsland om brons: verloren van Noorwegen |
|                                             |              |           |                                                                     |
| Margriet Matthijsse                         | Europe (v)   | Zilver    | 39 punten (1- 24 - 19 - 2- 6- 5- 3- 19- 1- 1- 1)                    |
| Carolijn Brouwer Alexandra Verbeek          | 470          | 13e       | 75.3 punten (11- 16 - 8- 9- 10- 6- 5- 9,3RDG- 13 - 10- 7)           |
|                                             |              |           |                                                                     |
| Serge Kats                                  | laser (open) | 4e        | 72punten (29 - 3- 10- 7- 5- 10- 31 - 19- 3- 9- 6)                   |

### Zwemmen
| Olympiër | Discipline        | Resultaat | Prestatie                                                                      |
| --- | ----------------- | --------- | ------------------------------------------------------------------------------ |
| Pieter van den Hoogenband                                                                                      | 50m vrij (m)      | Brons     | Serie 10: 22,32 (2e, 5e tijd) HF: 22,11 (1e, 2e tijd) Finale: 22,03            |
| Pieter van den Hoogenband                                                                                      | 100m vrij (m)     | Goud      | Serie 9: 48.64 (1e, 1e tijd) HF: 47,84 (1e, 1e tijd) WR Finale: 48,30          |
| Pieter van den Hoogenband                                                                                      | 200m vrij (m)     | Goud      | Serie 6: 1.46,71 (1e, 2e tijd) HF: 1.45,35 (1e, 1e tijd) WR Finale: 1.45,35 WR |
| Johan Kenkhuis                                                                                                 | 50m vrij (m)      | 12e       | serie 9: 22,61 (4e,12e tijd) HF: 22.47 (6e,12e tijd)                           |
| Johan Kenkhuis                                                                                                 | 100m vrij (m)     | 18e       | serie 8: 49,93 (5e, 18e tijd)                                                  |
| Martijn Zuijdweg                                                                                               | 200m vrij (m)     | 19e       | serie 6: 1.50,37 (6e, 19e tijd)                                                |
| Stefan Aartsen                                                                                                 | 100m vlinder (m)  | 16e       | serie 5: 53,81 (1e, 16e) HF: 53,81 (8e, 16e)                                   |
| Stefan Aartsen                                                                                                 | 200m vlinder (m)  | 14e       | serie 6: 1.58,89 (1e, 13e) HF: 1.58,66 (7e, 14e)                               |
| Joris Keizer                                                                                                   | 100m vlinder (m)  | 9e        | serie 6: 53,66 HF: 53,33 (3e, 9e tijd)                                         |
| Marcel Wouda                                                                                                   | 100m school (m)   | 13e       | serie 9: 1.02,00 (1e, 8e) HF: 1.01,94 (7e, 13e)                                |
| Marcel Wouda                                                                                                   | 200m wissel (m)   | 5e        | Serie 5: 2.01,89 (2e, 3e tijd) HF: 2.01,40 (2e, 4e tijd) Finale: 2.01,48       |
| Benno Kuipers                                                                                                  | 200m school (m)   | 23e       | serie 5: 2.17,03 (7e, 23e tijd)                                                |
| Klaas-Erik Zwering                                                                                             | 200m rug (m)      | 10e       | serie 3: 2.00,94 (1e, 14e tijd) HF: 2.00,06 (6e, 10e tijd)                     |
| Ewout Holst Johan Kenkhuis Dennis Rijnbeek Mark Veens                                                          | 4×100m vrij (m)   | DSQ       | Serie 2: diskwalificatie                                                       |
| Pieter van den Hoogenband ** Johan Kenkhuis * ** Marcel Wouda * ** Mark van der Zijden * Martijn Zuijdweg * ** | 4×200m vrij (m)   | Brons     | * Serie 2: 7.20,67 (3e, 5e tijd) ** finale 7.12,70                             |
| Pieter van den Hoogenband ** Joris Keizer * ** Mark Veens * Marcel Wouda * ** Klaas-Erik Zwering * **          | 4×100m wissel (m) | 4e        | * serie 2: 3.40,10 (2e, 6e tijd) ** finale 3.37,53                             |
| |                   |           |                                                                                |
| Inge de Bruijn                                                                                                 | 50m vrij (v)      | Goud      | serie 10: 24,46 (1e, 1e tijd) HF: 24,13 WR (1e, 1e tijd) Finale: 24,32         |
| Inge de Bruijn                                                                                                 | 100m vrij (v)     | Goud      | serie 7: 54,77 (1e, 1e tijd) HF: 53,77 WR (1e, 1e tijd) finale: 53,83          |
| Inge de Bruijn                                                                                                 | 100m vlinder (v)  | Goud      | serie 7: 57,60 (1e, 1e tijd) HF: 57,14 (1e, 1e tijd) finale: 56,61 WR          |
| Wilma van Rijn                                                                                                 | 50m vrij (v)      | 14e       | serie 9: 25,81 (3e, 14e tijd) HF: 25,87 (7e, 13e tijd)                         |
| Wilma van Rijn                                                                                                 | 100m vrij (v)     | 8e        | serie 7: 55,82 (4e, 10e tijd) HF: 55,28 (3e, 6e tijd) finale: 55,58            |
| Carla Geurts                                                                                                   | 200m vrij (v)     | 15e       | serie 6: 2.00,60 (4e, 11e tijd) HF: 2.00,88 (7e, 15e tijd)                     |
| Carla Geurts                                                                                                   | 400m vrij (v)     | 7e        | serie 3: 4.10,86 (4e, 8e tijd) finale: 4.12,36                                 |
| Kirsten Vlieghuis                                                                                              | 400m vrij (v)     | 10e       | serie : 4.11,87 (4e, 10e tijd)                                                 |
| Kirsten Vlieghuis                                                                                              | 800m vrij (v)     | 10e       | serie 3: 8.35,80 (5e, 10e tijd)                                                |
| Madelon Baans                                                                                                  | 100m school (v)   | 15e       | serie 6: 1.10,47 (6e, 15e tijd) HF: 1.10,44 (8e, 15e tijd)                     |
| Brenda Starink                                                                                                 | 100m rug (v)      | 34e       | serie 6: 1.05,93 (8e, 34e tijd)                                                |
| Inge de Bruijn ** Chantal Groot * Thamar Henneken * ** Wilma van Rijn * ** Manon van Rooijen * **              | 4×100m vrij (v)   | Zilver    | ** serie 2: 3.42,32 (2e, 2e tijd) ** finale: 3.39,83                           |
| Carla Geurts Chantal Groot Manon van Rooijen Haike van Stralen                                                 | 4×200m vrij (v)   | 11e       | serie 1: 8.08,53 (5e, 11e tijd)                                                |
| Madelon Baans Chantal Groot Thamar Henneken Brenda Starink                                                     | 4×100m wissel (v) | 14e       | serie 1: 4.12,31 (6e, 14e tijd)                                                |